# Sukhi Panesar
Pour les articles homonymes, voir Panesar.
Sukhi Panesar est un joueur de hockey sur gazon canadien évoluant au poste de milieu de terrain au Beeston HC et avec l'équipe nationale canadienne.

## Biographie
Sukhi est né le 26 décembre 1993 à Surrey dans la province de Colombie-Britannique.

## Carrière
Il a été appelé en équipe nationale première en 2016 pour concourir aux Jeux olympiques d'été à Rio de Janeiro, au Brésil.

## Palmarès
- : 2e à la Coupe d'Amérique en 2013
- : 2e aux Jeux panaméricains en 2015
- : 2e à la Coupe d'Amérique en 2017
- : 2e aux Jeux panaméricains en 2019
- : 3e à la Coupe d'Amérique en 2022